# Langenweißbach
Langenweißbach es un municipio situado en el distrito de Zwickau, en el estado federado de Sajonia (Alemania), a una altitud de 370 metros. Su población a finales de 2016 era de unos 2500 habitantes y su densidad poblacional, 110 hab/km².